# Clystea stipata
Clystea stipata är en fjärilsart som beskrevs av Walker 1854. Clystea stipata ingår i släktet Clystea och familjen björnspinnare. Inga underarter finns listade i Catalogue of Life.